# خوسيه دومينغو مولينا غوميز
خوسيه دومينغو مولينا غوميز (بالإسبانية: José Domingo Molina Gómez)‏ هو جندي وسياسي أرجنتيني، ولد في 26 سبتمبر 1896 في سان فرناندو ديل فالي دي كاتاماركا في الأرجنتين، وتوفي في 5 أبريل 1969 في بوينس آيرس في الأرجنتين. انتخب رئيس الأرجنتين.